# Marthana sarasinorum
Marthana sarasinorum is een hooiwagen uit de familie Sclerosomatidae.